# Eryngium × microcephalum
Eryngium × microcephalum är en hybridart i släktet martornar och familjen flockblommiga växter.
Arten är en korsning mellan Eryngium amethystinum och Eryngium creticum som förekommer i forna Jugoslavien. Den beskrevs av Franz Wilhelm Sieber.